# Tricalysia capensis
Tricalysia capensis là một loài thực vật có hoa trong họ Thiến thảo. Loài này được (Meisn. ex Hochst.) Sim miêu tả khoa học đầu tiên năm 1907.

## Hình ảnh

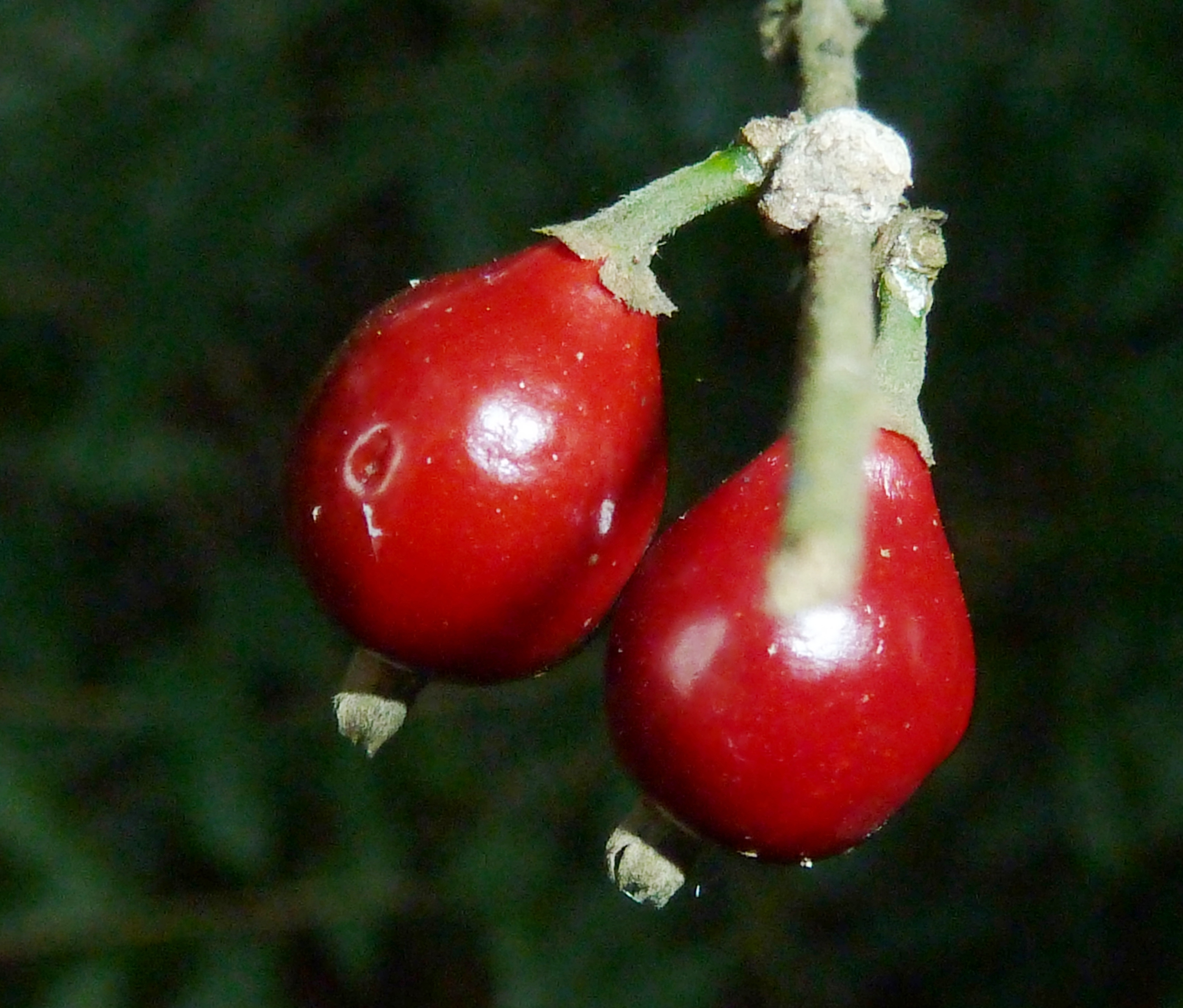